# The Thirst for Gold
The Thirst for Gold és una pel·lícula muda de l'Éclair American dirigida per Oscar A.C. Lund i protagonitzada per Will E. Sheerer i Frederick Truesdell. La pel·lícula, de dues bobines, es va estrenar 13 d’agost de 1913.

## Argument
Durant la Guerra Civil Nord-americana, Fredericks, un cirurgià de l'exercit és destinat a la penitenciaria de Suffolk. En ser convidat pel seu company cirurgià, el jove Cadwalader, a assistir al ball del governador, Fredericks ho rebutja amargament dient que el seu sou amb prou feines li permet vestir per al dia a dia. En un camp proper, Hellen i George Trueworth, el seu estimat, estan ajudant la vídua Drury a estendre els seus llençols per blanquejar quan Helen rellisca i s’esquinça un turmell. George demana ajuda a Fredericks però aquest es nega a fer res si la mare no li dona la cadena i el medalló d’or que porta. Aquella nit troben un dels presoners, el 220, sense sentits al llit i Frederick, borratxo, dictamina la seva mort i l'envia a la sala d’autòpsies. Just quan és a punt de clavar-li el ganivet el presoner 220 s’aixeca i demana que si es plau no el mati. Fredericks descobreix que el presoner s’ha fet passar per mort per tal d’evadir-se i recuperar el botí pel qual ha estat empresonat, el mapa del qual està tatuat en el seu braç. 220 li promet compartir el botí si l’altre l’ajuda a escapar cosa que el metge accepta. Quan el presoner es troba suspès d’una corda per fugar-se, Frederick talla la corda i aquest es precipita dins l’aigua d’un riu 100 peus més avall. Frederick s’escriu una carta en la que el seu oncle el reclama al llit de mort i marxa abans no es descobreixi la desaparició del convicte 220. Malauradament per a ell, tot és descobert pel coronel Bernard cap de la penitenciaria. Aquest el fa detenir i és sentenciat a un mes de presó i ser expulsat de l'exercit per deixar escapar un pres.
Mentrestant, el convicte 220 ha sobreviscut ja que ha estat rescatat per George i portat a casa de la vídua Drury. Passat el mes Frederick surt del penal amb la idea de trobar el botí amagat. Allà es troba amb el convicte que ha anat a recuperar els diners per tal de recompensar els que l’han ajudat. Es produeix una baralla i Frederick mata el convicte amb una destral. En voler obrir la capsa amb la destral aquesta explota per culpa de la trampa que el convicte hi havia posat per evitar que altres es fessin amb el botí. Helen i George senten l'explosió i s’hi acosten per conèixer-ne la causa. Els dos homes morts coberts amb monedes d'or. George els enterra i porta l'or a casa a la vídua. No el vol agafar fins que George li mostra la carta que contenia en que donava els diners a les primeres persones honestes que poguessin descobrir-la.

## Repartiment
- Will E. Sheerer (convicte 220)
- Frederick Truesdell (cirurgià Fredericks)
- Barbara Tennant (Helen Drury)
- Robert Frazer (George Truesworth)
- Julia Stuart (la vídua Drury)
- Alec B. Francis (coronel Bernard)